# Greg Fisilau

a Compétitions nationales et continentales officielles uniquement.

b Matchs officiels uniquement.
Dernière mise à jour le 21 juillet 2024.
Greg Fisilau, né le 9 juillet 2003 à Plymouth (Angleterre), est un joueur anglo-tongien de rugby à XV jouant au poste de troisième ligne centre avec les Exeter Chiefs en Premiership depuis 2022.
Formé aux Wasps, il y commence sa carrière en 2021, puis est prêté successivement au Moseley RFC puis au Ampthill RUFC en 2022. Il quitte ensuite son club formateur avec pour rejoindre les Exeter Chiefs en cours de saison 2022-2023.

## Biographie

### Jeunesse et formation
Greg Fisilau naît le 9 juillet 2003 à Plymouth, en Angleterre. Il est le fils de l'international tongien de rugby à XV, Kenni Fisilau (en), qui jouait alors au Plymouth Albion RFC. Il commence à pratiquer le même sport que son père au Devonport Services, dans sa ville natale, dans la catégorie des moins de huit ans,. Il rejoint plus tard le centre de formation des Wasps.

### Carrière en club
Greg Fisilau fait ses débuts professionnels avec son club formateur en première partie de saison 2021-2022, lors d'un match de Coupe d'Angleterre perdu contre les Leicester Tigers. Il est ensuite prêté au Moseley RFC, en troisième division, pour le reste de la saison,. 
Il commence ensuite la saison 2022-2023 avec les Wasps, puis en prêt au Ampthill RFC, en Championship, avant que les Wasps soient placés en redressement judiciaire : conduisant au forfait de l'équipe pour le reste de la saison et au licenciement des joueurs,. Face à cette situation, il s'engage avec les Exeter Chiefs en cours de saison, alors qu'il était déjà suivi par Rob Baxter qui souhaitait déjà le recruter avant que le club des Wasps disparaissent,. 
Après avoir joué quelques matchs avec sa nouvelle équipe en 2022-2023, c'est durant la saison 2023-2024 que Greg Fisilau se révèle et s'impose avec les Chiefs où il devient un élément important. Il est notamment nommé pour être élu meilleur joueur du mois d'octobre, mais n'est finalement pas récompensé. Pour sa première saison complète, il prend part à vingt-quatre rencontres toutes compétitions confondues, dont vingt-deux titularisations et marque six essais, soit trente points. 
En 2024-2025, il perd la finale de la Coupe d'Angleterre, battu 48 à 14 par Bath Rugby. 

### Carrière internationale
Greg Fisilau est sélectionné pour la première fois de sa carrière en équipe nationale en février 2022, lorsqu'il est appelé pour participer au Tournoi des Six Nations des moins de 20 ans 2022 avec l'équipe d'Angleterre des moins de 20 ans. Il fait ses débuts lors de la première journée contre l'Écosse en entrant en jeu en seconde période,. Il participe ensuite à la journée d'après contre l'Italie. L'Angleterre termine à la troisième place du tournoi. Quelques mois plus tard, en juin, il est sélectionné pour les Six Nations Summer Series. Il y joue trois matchs, dont un en tant que titulaire.
L'année suivante, il est convoqué pour le Tournoi des Six Nations des moins de 20 ans 2023, où il joue tous les matchs,. Il participe ensuite au Championnat du monde junior de la même année,, qui voit son pays éliminé en demi-finale par la France sur le score de 52 à 31. 
En février 2024, il est retenu en équipe d'Angleterre A pour participer à un match amical face au Portugal. Il est titularisé et marque un essai dans cette rencontre remportée 91-5 par son pays,. Puis, au mois de mai, il est sélectionné pour la première fois avec le XV de la Rose par Steve Borthwick pour un camp d'entraînement. En novembre 2024, il est sélectionné en équipe d'Angleterre A pour affronter l'Australie A (en).

## Palmarès
- Exeter Chiefs
  - Finaliste de la Coupe d'Angleterre en 2025